# Río Guadalupe (San Antonio)
Der Río Guadalupe ist ein Fluss in der Cordillera de Lípez im südöstlichen Anden-Hochgebirge von Bolivien.
Der Río Guadalupe hat eine Gesamtlänge von 69 Kilometern. Er entspringt in einer Höhe von 5169 m am Westhang des Cerro Morokho (5684 m) im Municipio San Antonio de Esmoruco in der Provinz Sur Lípez im Departamento Potosí.
Der Fluss fließt auf den ersten 32 Kilometern in westlicher Richtung, wendet sich dann nach Norden und durchfließt das Municipio Mojinete, wobei der Fluss hierbei den Kanton La Cienega zu seinen beiden westlichen Nachbarkantonen Bonete Palca und Pueblo Viejo abgrenzt. Auf seinen letzten 23 Kilometern fließt der Río Guadalupe wieder weitgehend in westlicher Richtung und bildet auf weiten Strecken die Grenze des Municipios zu den benachbarten Municipios im Norden. Auf dem letzten Kilometer unterhalb der Ortschaft Mojinete verlässt der Fluss die Provinz Sud Lípez und mündet in der Provinz Sur Chichas in den Río San Juan del Oro, einem Zufluss des Río Pilcomayo.
Ein Fluss gleichen Namens, der Río Guadalupe im Municipio San Pablo de Lípez, entspringt 44 Kilometer westlich des Cerro Morokho am Cerro Lípez. Dieser Río Guadalupe fließt jedoch in nördlicher Richtung und vereinigt sich nach 22 Kilometern mit dem Río Salado zum Río Grande de Lípez, der flussabwärts in den Salzsee Salar de Uyuni mündet.